# Rövarholm
Rövarholm (finska: Ryöväriholma) är en ö i Finland. Den ligger i Skärgårdshavet och i kommunen Sankt Karins i landskapet Egentliga Finland, i den sydvästra delen av landet. Ön ligger nära Åbo och omkring 150 kilometer väster om Helsingfors.
Öns area är 25,7 hektar och dess största längd är 0,7 kilometer i nord-sydlig riktning.

## Klimat
Inlandsklimat råder i trakten. Årsmedeltemperaturen i trakten är 3 °C. Den varmaste månaden är juli, då medeltemperaturen är 18 °C, och den kallaste är februari, med −11 °C.